# Penguin Books
Penguin Books er en britisk forlægger grundlagt i 1935 af Allen Lane. Hans idé var at sælge uindbundne kvalitetsbøger til en overkommelig pris, den samme pris som en pakke cigaretter. Han var samtidigt interesseret i, at bøgerne ikke kun blev solgt i boghandlere, men også i kiosker og købmandsforretninger. Mest bemærkelsesværdigt er formatet "paperback", som Penguin påbegyndte udgivelsen af.
I dag er Penguin en division af den verdensomspændende Penguin Group, der ejes af Pearson PLC. Modpart i USA Penguin Group USA, Penguin Publishing, den største udgiver i Storbritannien, New Zealand, Australien og Indien. I 2007 startede forlaget projektet "A Million Penguins", hvor de opfodrer læserne til at skrive en roman sammen.